# Леви, Мики
Михаэль (Мики) Леви (ивр. מיכאל מיקי לוי‎, род. 21 июня 1951) — израильский политик, депутат кнессета в рамках фракции «Еш Атид». Председатель кнессета с 13 июня 2021 года по 13 декабря 2022 года, ранее был заместителем министра финансов в 2013—2014 годах. До прихода в политику служил в полиции.

## Биография
Леви родился в Иерусалиме, его родители были курдистанскими евреями из Джизре. Был главой Иерусалимского отделения полиции Израиля в 2000—2003 гг. После ухода на пенсию работал атташе израильской полиции в Вашингтоне, округ Колумбия.
В 2013 Кнессете он присоединился к новой партии «Еш Атид» и был помещен на одиннадцатое место в списке. Вошёл в состав Кнессета после того, как партия получила 19 мест. После того как Еш Атид подписала коалиционное соглашение с Ликудом, он был назначен на должность заместителя министра финансов. Он был помещен на одиннадцатое место в партийном списке на выборах 2015, и был переизбран, партия получила 11 мест.